# Marc Réville
Pour les articles homonymes, voir Réville (homonymie).
Marc Réville, né le 19 juin 1863 à Rotterdam aux Pays-Bas et décédé le 19 octobre 1920 à Paris, est un homme politique français.

## Origines familiales
Son père, Albert Réville, était pasteur et théologien. Il deviendra en 1886 professeur d'histoire des religions au Collège de France.

## Études et parcours professionnel
Marc Réville étudie tout d'abord à Dieppe puis à la faculté de droit de Paris. Il devient avocat et intègre le cabinet de Me Tézenas à Paris.
Par la suite, il collaborera à la Revue politique et littéraire et au Petit Comtois.

## Parcours politique
Il s'engage en politique en 1896 après son installation dans le Doubs en obtenant le mandat de maire de Montécheroux. Il le conservera jusqu'en 1919.
Le 24 mai 1903, il est élu député du Doubs dans la circonscription de Montbéliard. Il sera réélu au premier tour de scrutin en 1906 et en 1910. Le 19 octobre 1913, il se présente aux élections sénatoriales mais est battu par Maurice Ordinaire. Il conserve donc son mandat de député et est réélu, de justesse au second tour, le 26 avril 1914. À la Chambre des députés, il s'intéresse au droit du travail et préside notamment la Commission du Commerce et de l'Industrie. Bien que membre de la Ligue des droits de l'homme, il est à l'origine de la loi de 1912 instituant un carnet anthropométrique d'identité pour les Tsiganes,.
Le 9 juin 1914, il est nommé Ministre du Commerce, de l'Industrie, des Postes et Télégraphes dans un gouvernement d'Alexandre Ribot qui ne dure toutefois que quatre jours.
Pendant la Première Guerre mondiale, Marc Réville intervient dans plusieurs aspects du travail parlementaire, dans les domaines douanier, économique et dans la préparation des traités de paix. À la fin du conflit, il milite pour les droits des anciens combattants et victimes de guerre, pour l'érection de sépultures aux morts pour la France et pour le paiement par l'Allemagne de réparations. 
Il est battu par la vague bleu horizon en 1919. Il meurt l'année suivante.

## Sources
- « Marc Réville », dans le Dictionnaire des parlementaires français (1889-1940), sous la direction de Jean Jolly, PUF, 1960 [détail de l’édition]